# Hydrethus elouardi
Hydrethus elouardi là một loài bọ cánh cứng trong họ Elmidae. Loài này được Bameul miêu tả khoa học năm 1996.